# سن الأسد (جنس)
سن الأسد (الاسم العلمي: Leontodon)، جنس نباتات من فصيلة النجمية. وتُعرف باسم فتات الصقر.
اسمها باللغة الإنجليزية مستمد من اعتقاد كان سائد في العصور الوسطى أن الصقور تأكل النبات لتحسين بصرها. على الرغم من أن أصل النبات من أوراسيا وشمال إفريقيا، إلا أن بعض الأنواع أصبحت منذ ذلك الحين ثابتة في بلدان أخرى، بما في ذلك الولايات المتحدة ونيوزيلندا.